# Szkoła Podstawowa im. Ziemi Warmińskiej w Bisztynku
Szkoła Podstawowa im. Ziemi Warmińskiej w Bisztynku – publiczna placówka oświatowa położona w województwie warmińsko-mazurskim, w powiecie bartoszyckim, w gminie Bisztynek. Od 1 września 2019 wraz z Przedszkolem Samorządowym w Bisztynku wchodzi w skład Zespołu Szkolno-Przedszkolnego w Bisztynku.

## Historia szkolnictwa w Bisztynku do zakończenia II wojny światowej
Historia edukacji w Bisztynku sięga XVI wieku. Utworzono wtedy szkołę parafialną dla chłopców (1556) oraz szkołę parafialną dla dziewcząt w roku 1597. Po pierwszym rozbiorze Polski do miasteczka zaczęli napływać ewangelicy. Z powodu braku odpowiedniej dla nich placówki edukacyjnej początkowo rada miejska utrzymywała prywatnych nauczycieli, a szkołę protestancką otworzono w 1783 roku. W 1802 roku szkoła ta liczyła 14 uczniów. 10 lutego 1922 roku połączono obie szkoły parafialne (żeńską z męską) i odtąd w Bisztynku była już tylko jedna katolicka szkoła. Mieściła się w budynku obecnie zajmowanym przez Urząd Miejski w Bisztynku. Z początkiem roku 1932 szkoła liczyła 447 uczniów. Rok wcześniej Niemcy zaczęli budowę nowego, trzypiętrowego obiektu edukacyjnego, który oddano do użytku w roku 1933. Projektantem budynku był architekt z Królewca Hugo Locke. Umieszczono w nim szkołę powszechną oraz zawodową i później przeniesiono tu uczniów szkoły ewangelickiej i od tej pory w Bisztynku funkcjonowała tylko jedna szkoła, która nosiła imię Adolfa Hitlera. W placówce uczyło się około 700 osób. W czasie wojny mieścił się tutaj szpital polowy, a tuż po jej zakończeniu obóz dla niemieckich jeńców oraz magazyny wojskowe.

### Historia Szkoły Podstawowej w Bisztynku po II wojnie światowej
Szkołę Podstawową w Bisztynku otwarto 1 września 1945 roku i rozpoczęto zapisy. W związku z niewielką liczbą dzieci utworzono klasy: I, II i III, a starszych uczniów umieszczono w jednym oddziale. Inauguracja zajęć miała miejsce 1 października w budynku po szkole parafialnej dla chłopców. Kierownikiem placówki został Karol Pawłowski. W tym miejscu nauka odbywała się do końca roku szkolnego 1945–1946.
Na początku 1946 roku Rosyjska Wojskowa Komenda Miasta zlikwidowała magazyny wojskowe, które znajdowały się w pomieszczeniach przedwojennej szkoły powszechnej i zawodowej. 12 lutego obiekt przekazano władzom polskim i przystąpiono do prac porządkowych. Od 3 września 1946 roku w placówce zaczął pracować Władysław Lewandowski – pierwszy dyrektor. W tym czasie w szkole uczyło się 270 uczniów, a w roku 1950 było ich już 480.
W roku szkolnym 1953/1954 szkole nadano imię Hanki Sawickiej, a od 1 lipca 1973 roku funkcjonowała jako Zbiorcza Szkoła Gminna z liczbą ponad 600 uczniów. 23 maja 1976 roku placówka otrzymała sztandar, a 10 października 1987 roku uzyskała miano Szkoły Grunwaldu – nadawane przez Kuratorium Oświaty i Wychowania w Olsztynie.
Na początku lat osiemdziesiątych w szkole zatrudnionych było 30 nauczycieli, a uczniów skupiono w 22 oddziałach klasowych. Ponadto placówce przyporządkowane były szkoły filialne: w Wozławkach i Troszkowie oraz oddział Szkoły Życia mieszczący się w Domu Pomocy Społecznej w Bisztynku. W połowie lat 90. w 32 oddziałach klasowych pracowało 42 nauczycieli.
Rok 1999 przyniósł reformę systemu edukacji, która nałożyła powstanie gimnazjów. W Bisztynku utworzono Gimnazjum Publiczne im. Jana Pawła II, które mieściło się w budynku szkoły podstawowej.
W roku 2000 zlikwidowano szkoły filialne, a rok później zamknięto Szkołę Podstawową w Prositach i uczniowie z tych placówek zaczęli uczęszczać do Bisztynka.
11 stycznia 2005 roku wmurowano kamień węgielny pod budowę gimnazjum. Projekt rozbudowy i modernizacji kompleksu szkolnego dofinansowany został z funduszy Unii Europejskiej w ramach Zintegrowanego Program Operacyjny Rozwoju Regionalnego. Ostatnim jego etapem był remont budynku szkoły podstawowej, który rozpoczął się 6 marca 2006 roku. Do odnowionej placówki uczniowie i pracownicy wrócili 30 października 2006 roku.
Kolejne wydarzenia w historii Szkoły Podstawowej w Bisztynku to:
– przekazanie nowego sztandaru – 8 czerwca 2012 roku,
– zniszczenie dachu szkoły w wyniku gradobicia, które przeszło nad Bisztynkiem- 4 lipca 2012 roku,
– nadanie placówce imienia Ziemi Warmińskiej – 1 września 2012 roku,
– włączenie do Szkoły Podstawowej im. Ziemi Warmińskiej w Bisztynku za sprawą reformy systemu oświaty z 2017 roku oddziałów Gimnazjum Publicznego w Bisztynku (1 września 2017) i stopniowe wygaszanie ich- 31 sierpnia 2019,
– połączenie Szkoły Podstawowej im. Ziemi Warmińskiej w Bisztynku i Przedszkola Samorządowego w Bisztynku w Zespół Szkolno-Przedszkolny w Bisztynku – 1 września 2019 roku.

### Znani absolwenci
Absolwentem szkoły są:
- prof. dr hab. inż. Jarosław Wołejszo[12] – pułkownik rezerwy, któremu 17 grudnia 2013 roku Rada Miejska w Bisztynku nadała tytuł Honorowego Obywatela Gminy i Miasta Bisztynek[13]
- piłkarz Łukasz Tumicz